# Tidningen Hemvärnet
Tidningen Hemvärnet ges ut och ägs av rikshemvärnsrådet. Den ges ut till all hemvärnspersonal inklusive avtalsorganisationerna. Tidningen gavs ut första gången i januari 1941 och har sedan delats ut fem till sex gånger per år.
Redaktionen finns i rikshemvärnsavdelningens lokaler på Banérgatan i Stockholm. Chefredaktör och ansvarig utgivare är en och samma person och utses av rikshemvärnsrådet. Innehållet är artiklar och reportage från de olika hemvärnsgrupperna, debattartiklar och information från rikshemvärnsrådet. 2017 hade tidningen en TS-kontrollerad upplaga på 29 300 exemplar.
Tidningen Hemvärnet är gratis för hemvärnspersonalen men prenumerationer kan beställas av icke-medlemmar för 100 kronor per år.